# 藤崎あや
藤崎あや（ふじさき あや、本名：藤崎綾　1967年12月14日 - ）は、日本のモデル。1986年にスーパーウイングの所属となり、モデルのキャリアをスタート。後に、エクスイードアルファに移籍した。現在の所属はスペースクラフト。

## 来歴
- ミッキーカーチスの姪
- 和光学園中学校、高等学校卒業
- 1986年～1992年 - CanCam、ViVi、JJ、mcシスター、San Sun、Me-twin等のレギュラーモデルを務めた。1988年までの所属はスーパーウイング、89年以後はエクスィードアルファ（既に解散）。
- スーパーウイング時代にキティとの提携により「Stay with me Tonight」でポリドールレコードから歌手デビューもしている。
- 1989年にエクスイードアルファ移籍後もキティとの提携関係は引き継がれ、モデル媒体をエクスイード社、芸能媒体をキティが営業を行う契約であったが、何故かキティではほとんど動いた形跡は無く、大半の仕事をエクスイードアルファが取っていた。
- イベントコンパニオンやレースクイーンの活動を行っていた藤崎あや（1983年生）は、同姓同名の別人である。
- 1998年に結婚したが、同年離婚。

## 出演経歴

### CM
- マクドナルド
- 全国労働金庫協会
- コカコーラ
- ロート製薬
- ロッテリア
- 花王「アタック」
- 資生堂
- ニチレイ
- JTB
- 土屋ホーム

## 出版

### 雑誌
- デラべっぴん No.44（1989年7月号、英知出版）表紙